# ジェイコブ・ヘイワード
ジェイコブ・オーガスト・ヘイワード（Jacob August Heyward, 1995年8月1日 - ）は、 アメリカ合衆国ジョージア州ヘンリー郡マクダナー出身の元プロ野球選手（外野手）。右投右打。
兄は同じくプロ野球選手のジェイソン・ヘイワード。

## 経歴

### プロ入りとジャイアンツ傘下時代
2013年のMLBドラフト38巡目（全体1153位）でアトランタ・ブレーブスから指名されたが、契約せずにマイアミ大学へ進学した。
2016年のMLBドラフト18巡目（全体545位）でサンフランシスコ・ジャイアンツから指名され、プロ入り。契約後、傘下のルーキー級アリゾナリーグ・ジャイアンツでプロデビュー。A-級セイラム＝カイザー・ボルケーノズでもプレーし、2球団合計で32試合に出場して打率.330、1本塁打、25打点、11盗塁を記録した。
2017年はA級オーガスタ・グリーンジャケッツでプレーし、107試合に出場して打率.223、10本塁打、45打点、5盗塁を記録した。
2018年はA+級サンノゼ・ジャイアンツで112試合、AAA級サクラメント・リバーキャッツで2試合の合計114試合に出場し、打率.260、12本塁打、47打点、14盗塁を記録した。
2019年はAA級リッチモンド・フライングスクウォーレルズで125試合に出場し、打率.209、10本塁打、46打点、10盗塁を記録。シーズン最終盤にはAAA級サクラメントに昇格して2試合に出場した。オフにはアリゾナ・フォールリーグに参加してスコッツデール・スコーピオンズでプレーした。
2020年は新型コロナウイルスの感染拡大の影響でマイナーリーグが開催されなかったため、公式戦の出場はなかった。
2021年はAAA級リッチモンドで74試合に出場し、打率.208、12本塁打、24打点を記録した。
2022年はAAA級リッチモンドで102試合に出場し、打率.201、11本塁打、37打点を記録した。シーズン終了後の11月10日にFAとなった。

### 現役引退後
2023年より、ジャイアンツ傘下ルーキー級アリゾナ・コンプレックスリーグ・ジャイアンツ・オレンジの監督を務める。